# La Marine en jupons
Pour plus de détails, voir Fiche technique et Distribution.
La Marine en jupons (Here Come the Waves) est un film américain réalisé par Mark Sandrich, sorti en 1944.

## Fiche technique
- Titre original : Here Come the Waves
- Titre français : La Marine en jupons
- Réalisation : Mark Sandrich
- Scénario : Allan Scott, Ken Englund et Zion Myers
- Costumes : Edith Head
- Photographie : Charles Lang
- Montage : Ellsworth Hoagland
- Pays d'origine : États-Unis
- Format : Noir et blanc - 1,37:1 - Mono
- Genre : musical
- Date de sortie : 1944

## Distribution
- Bing Crosby : Johnny Cabot
- Betty Hutton : Susan / Rosemary Allison
- Sonny Tufts : Windy 'Pinetop' Windhurst
- Ann Doran : Ruth
- Catherine Craig : Lieutenant Townsend
- William Haade (non crédité) : un sergent-chef